# Горное (Михайловский район)
Го́рное — посёлок в Михайловском районе Приморского края, входит в состав Ивановского сельского поселения.

## География
Посёлок Горное стоит на берегу реки Горбатка (левый приток реки Илистая).
Дорога к посёлку Горное отходит на север от автотрассы Осиновка — Рудная Пристань между сёлами Осиновка и Ивановка; на юг от этого же перекрёстка идёт дорога к селу Горбатка.
Расстояние до районного центра Михайловка около 34 км.

## Население
| 2002 | 2010  | 2021  |
| ---- | ----- | ----- |
| 1263 | ↗1860 | ↘1005 |

## Улицы
| - ул. Лазо, - ул. Ленина, - ул. Лесная, - ул. Макаренко, | - ул. Молодёжная, - ул. Почтовая, - ул. Садовая. |

## Экономика
Сельскохозяйственные предприятия Михайловского района.